# روري جونسون
روري جونسون (بالإنجليزية: Rory Johnson)‏ هو لاعب كرة قدم أمريكية ولاعب كرة القدم الكندية أمريكي، ولد في 15 مارس 1986.